# Golec (priimek)
Golec je priimek več znanih Slovencev:
- Boris Golec (*1967), zgodovinar
- Januš Golec (1888—1965), rimskokatoliški duhovnik, urednik, pisatelj
- Jože (Jojo) Golec (1901—1945), časnikar in obveščevalec (vohun)
- Lilijana Žnidaršič Golec (*1963), zgodovinarka, arhivistka
- Manja Golec, filmska igralka
- Sonja Golec Petelinšek (1929—2009), pesnica